# Hera
|  | Aquest article tracta sobre la deessa de l'Olimp. Si cerqueu la ciutat de Sicília coneguda, vegeu «Hibla Inferior». |

En la mitologia grega, Hera (grec antic: Ἥρα) va ser la més gran de les deesses de l'Olimp. Era filla de Cronos i Rea, i germana de Zeus. Com tots els seus germans, excepte Zeus, va ser engollida per Cronos, i va retornar al món gràcies a l'enginy de Metis i a la força de Zeus. Era la tercera esposa de Zeus i mare amb aquest d'Hebe, Eris, Hefest, Ares i Ilitia. Era la deessa del matrimoni. Es caracteritza per la fúria i l'ànsia de venjança causades per les constants infidelitats del seu marit. Li està consagrat el paó, perquè en les seves plomes porta els cent ulls d'Argos Panoptes, fidel servidor de la deessa. Els ulls del paó, tanmateix, també representaven els ulls que havia de tenir Hera per vigilar que el seu marit Zeus no li fos infidel. A Beòcia, s'hi celebrava el festival en honor seu, Dedàlia.
Es diu que Oceà i Tetis l'havien criada al confí de la terra. Van acollir-la quan Zeus lluitava amb els Titans. Hera els va estar sempre agraïda, i quan Oceà i Tetis es van barallar, ella va intentar reconciliar-los. Algunes tradicions diuen que les Hores van ser les que van educar Hera, o bé l'heroi Temen, o les filles d'Asterió.

## Esposa de Zeus
Hesíode explica que Hera va ser la tercera dona que Zeus prenia en "just matrimoni". La primera havia estat Metis, i després s'havia casat amb Temis. Es deia però que l'amor de Zeus i Hera venia de molt temps enrere, i que ja s'havien unit en temps de Cronos d'amagat, abans de la guerra contra els titans. El lloc del casament varia. Les tradicions més antigues diuen que es van casar al jardí de les Hespèrides, que era un símbol de la fecunditat i on sempre era primavera. De vegades es deia que les pomes d'or que guardaven les Hespèrides havien estat un regal de Gea a Hera pel seu casament, i que la deessa les havia trobat tan meravelloses que les va plantar al jardí que tenia vora de l'oceà. La Ilíada explica que Zeus i Hera es van casar al cim del mont Ida, a Frígia. Altres tradicions diuen que el casament dels dos déus va tenir lloc a Eubea, lloc on van desembarcar quan tornaven de Creta. En molts llocs de Grècia se celebraven festes per commemorar el casament de Zeus i Hera. S'acostumava a vestir una imatge de la deessa amb les garlandes pròpies d'una núvia i la portaven en processó per tota la ciutat fins al santuari on havien disposat un llit nupcial.

## Hera i els seus fills
Els legítims descendents de la seva unió amb Zeus són Ares (déu de la guerra), Hebe (deessa de la joventut), Eris (deessa de la discòrdia) i Ilitia (deessa dels parts). Hera estava gelosa que Zeus tingués Atena sense recórrer a ella (en realitat l'havia tingut amb Metis), de manera que va engendrar Hefest sense ell. Zeus es va disgustar per la lletjor d'Hefest i el va expulsar de l'Olimp. Segons una altra versió alternativa, Hera va tenir ella sola tots els fills normalment atribuïts a Zeus i a ella junts, copejant la seva mà contra el sòl, un acte solemne per als grecs. Hefest es va venjar d'Hera per haver-lo rebutjat fent-li un tron màgic d'or, i després que s'hi va asseure, no es va poder aixecar. Els altres déus van pregar a Hefest que tornés a l'Olimp per alliberar-la, però aquest s'hi va negar repetidament. Dionís el va emborratxar i el va dur de tornada a l'Olimp damunt d'una mula. Hefest va alliberar Hera després de rebre Afrodita per esposa.

## Hera i Hèracles

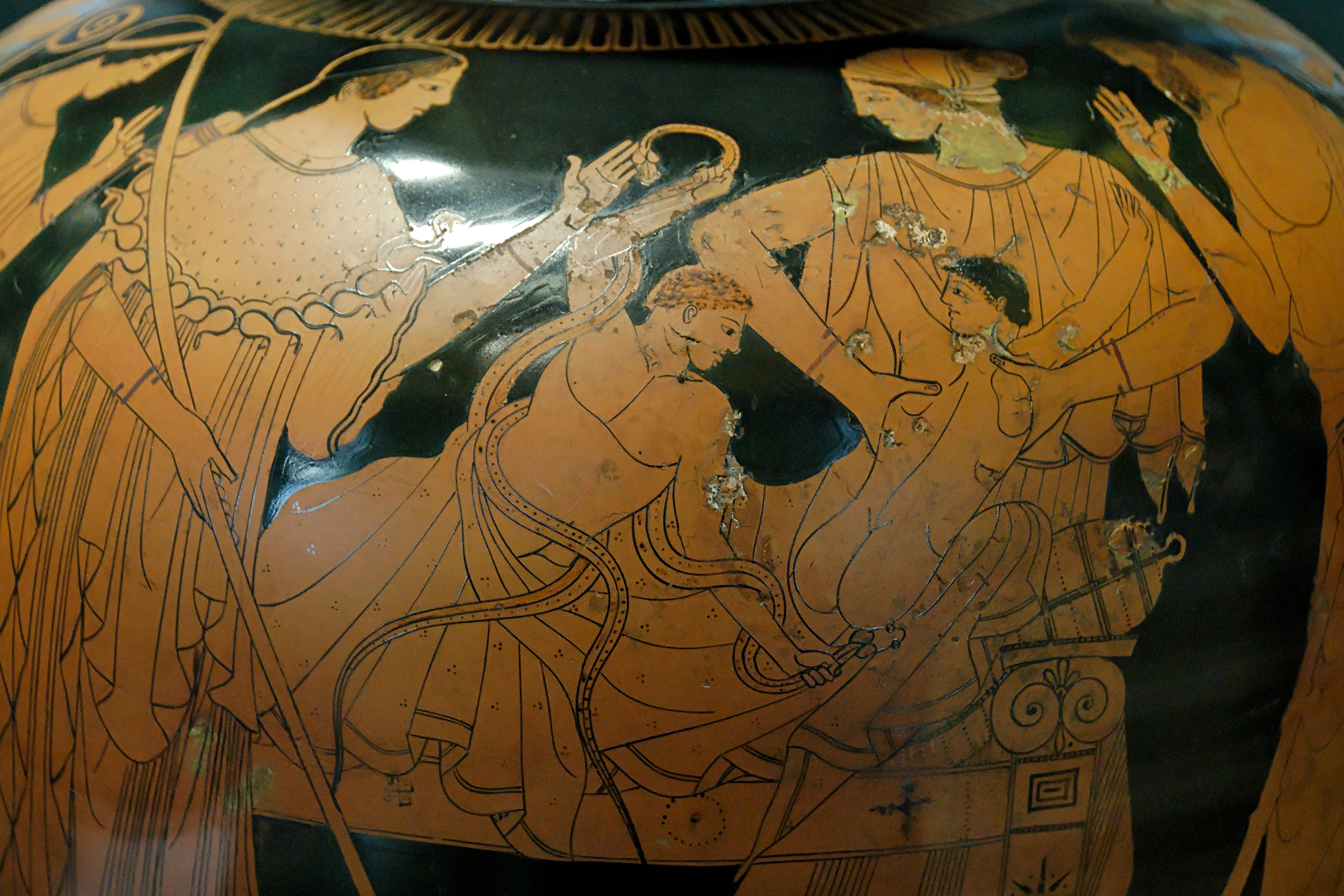
Hèracles infant lluitant amb les dues serps.

Hera, com a dona legítima del déu més important, és la protectora de les esposes. Però era gelosa, violenta i venjativa. Sovint s'enfadava per les infidelitats de Zeus, i perseguia no només les amants de Zeus, sinó els fills que naixien d'aquestes relacions. L'exemple més clar és Hèracles, que va patir durant molt de temps la còlera d'Hera. Hèracles és l'heroi que, fins i tot més que Perseu, Cadme o Teseu, va introduir els costums olímpics a Grècia. Quan Alcmena estava embarassada d'Hèracles, Hera va intentar evitar que aquest nasqués lligant les cames d'Alcmena amb nusos. Els seus plans van ser frustrats per Galantis, la serva d'Alcmena, que va dir a Hera que ja havia portat el nen al món. Hera, enfurismada, la va transformar en una mostela. Quan Hèracles era encara un infant, Hera va enviar dues serps per a matar-lo mentre dormia al seu bressol. Hèracles va escanyar una serp amb cada mà i la seva dida el va trobar divertint-se amb els seus cossos com si fossin joguines. De vegades Zeus castigava Hera per la seva actitud. Quan Hèracles tornava de Troia després d'haver conquerit la ciutat, Hera va provocar una tempesta que per poc enfonsa la nau de l'heroi. Zeus va penjar la deessa a l'Olimp, amb una enclusa lligada a cada peu. Hefest va voler alliberar la seva mare, i Zeus l'agafà pel peu i el llançà fora de l'Olimp. Així es va quedar coix Hefest, segons una variant de la tradició.

## Els dotze treballs
Hera va encarregar a Hèracles treballar per al rei Euristeu de Micenes. Va buscar que els dotze treballs fossin més difícils del que ja eren. Quan Hèracles va lluitar amb l'hidra de Lerna, va enviar un cranc perquè li piqués els peus amb l'esperança de distreure'l. Per molestar Hèracles després que aquest robés el bestiar de Geríon, Hera va enviar un tàvec que picava els caps de bestiar, per irritar-los i dispersar-los. Hera va provocar llavors una inundació que va elevar tant el nivell d'un riu que Hèracles no el podia travessar-lo amb el bestiar. L'heroi va apilar pedres al riu per fer l'aigua menys profunda. Quan va assolir arribar a la cort d'Euristeu, el bestiar va ser sacrificat a Hera. Euristeu també volia sacrificar el brau de Creta, però la deessa va refusar el sacrifici perquè reflectia la glòria d'Hèracles. El toro va ser alliberat i va vagar fins a Marató, passant a ser conegut com el toro de Marató. Allà el va matar Teseu.

## La gelosia d'Hera

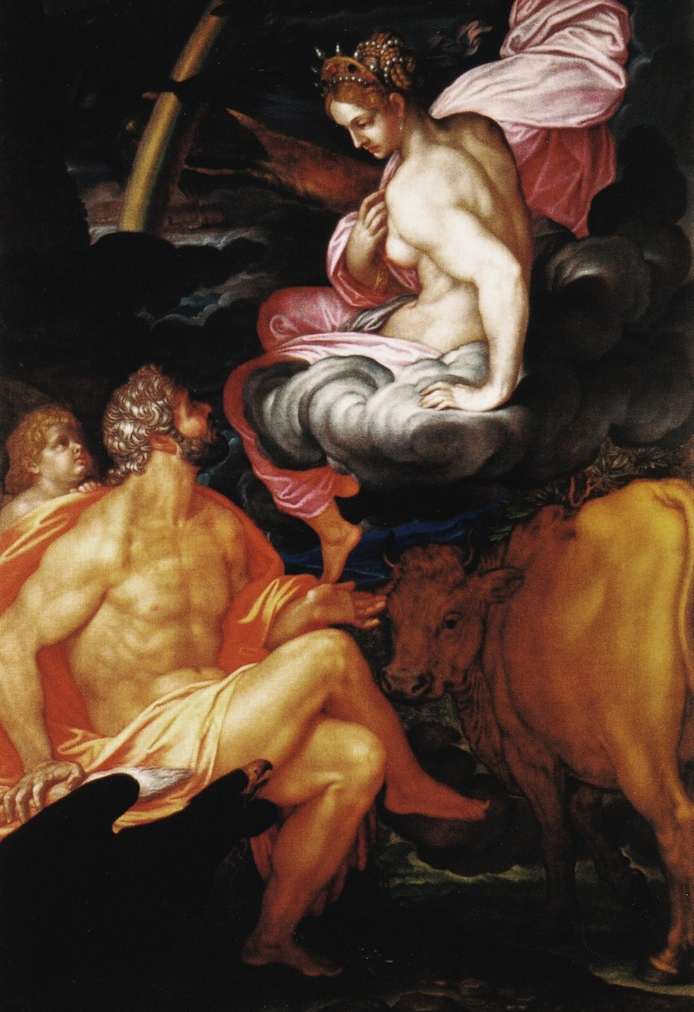
Ió, sacerdotessa d'Hera i amant de Zeus.

Hera intervé en moltes llegendes que tenen com a tema la gelosia que sent per les amants de Zeus: persegueix Io, que era sacerdotessa seva, i suggereix als Curets que amaguin Èpaf, el fill d'Io. Va ser la responsable del tràgic destí de Sèmele. Fa enfollir Atamant i Ino per castigar-los d'haver criat Dionís, fill il·legítim de Zeus i Sèmele. Aconsella a Àrtemis que mati Cal·listo, a qui Zeus havia seduït. Mira d'obstaculitzar el part de Leto, per evitar el naixement d'Àrtemis i Apol·lo. Va maleir Làmia i la va condemnar a no poder dormir. Va castigar la nimfa Eco a no poder controlar les seves paraules, a no parlar parlar abans que un altre ho hagués fet, i a no estar-se callada quan algú havia parlat. Zeus es veu obligat a anar amb precaució, i va haver de tancar Elara sota terra per tal que pogués parir Tici. També Zeus va transformar Dionís en cabrit per amagar-lo d'Hera.

## La còlera d'Hera
Altres manifestacions de la còlera d'Hera no es lliguen directament amb les infidelitats de Zeus. Per exemple, converteix Gerana en grua perquè no oferia sacrificis a les divinitats verdaderes. S'explica que un dia, Zeus i Hera discutien sobre qui obtenia més plaer quan es feia l'amor, l'home o bé la dona. Hera defensava que l'home i Zeus deia que les dones tenien avantatge. Van decidir consultar Tirèsias que havia estat home i dona, i aquest va donar la raó a Zeus. Va dir que les dones experimenten molt més plaer que els homes. Hera, enfurismada, va tornar cec a Tirèsias.
Quan hi va haver el judici de Paris per veure quina de les tres deesses Hera, Afrodita i Atena, era la més bella, va prendre partit contra els troians per poder venjar-se de Paris, ja que li havia negat el premi. Quan Paris acabava de raptar Helena i es dirigia d'Esparta a Troia, va causar una tempesta que el va llançar a Sidó, a la costa de Fenícia. Hera però protegia Aquil·les, ja que havia acollit Tetis com a filla. Per això Tetis no va voler ser mai amant de Zeus. Més endavant Hera va protegir Menelau, a qui va fer immortal.

## Altres fets
Hera va prendre part en la lluita conra els gegants, la Gigantomàquia, i va rebre l'atac de Porfirió. El gegant va tenir un violent desig de posseir-la i mentre li estripava la roba Zeus el va ferir amb el llamp i Hèracles el va rematar amb una fletxa. Més endavant, Ixíon, que volia unir-se amb ella, la va atacar, però Zeus va formar un núvol (Nèfele) que va enganyar a Ixíon i Hera es va salvar. Hera va ser protectora de la nau Argo, i va aconsellar els argonautes com ho havien de fer per franquejar les Roques Ciànees i el pas d'Escil·la i Caribdis.